# Lędów
Lędów (spotykana także nazwa Lipa; do 1945 niem. Lindow) – obecnie uroczysko; nieistniejąca wieś położona w Polsce, w województwie lubuskim, w powiecie sulęcińskim, w gminie Sulęcin.
W zestawieniu PRNG obiekty fizjograficzne występuje pod nazwą Lipa, z  nazwą oboczną Lędów.
Polską nazwę Lędów wprowadzono urzędowo rozporządzeniem Ministrów Administracji Publicznej i Ziem Odzyskanych z dnia 9 grudnia 1947 roku.

## Historia
Miejscowość stanowiła własność rodzin von Colani (1828), Stähler (1857), Künkel (1903), Schwarz (1903) i von Lindenberg (1929). Znajdował się w niej pałac. W 1938 roku wieś liczyła 333 mieszkańców. W 1939 roku, w związku z utworzeniem poligonu w Wędrzynie, wieś Lindow została wysiedlona. Obecnie jedynym śladem po dawnej miejscowości jest zachowana wieża kościelna.